# Ibiassucê
Ibiassucê é um município brasileiro do estado da Bahia.

## História

### Período anterior à emancipação
Os primeiros habitantes da região teriam sido os indígenas Caetés, que ocupavam tradicionalmente as terras antes de sua expulsão pelo avanço da colonização do território.
Distante da sede das capitanias da Baía de Todos os Santos e de São Jorge dos Ilhéus, a partir de 1720, o território que compreende o atual município de Ibiassucê passa pertencer à área da antiga Vila de São Antônio de Jacobina, atual município de Jacobina.
Durante o século XIX, especialmente a partir de 1810, com a criação do município da Vila Nova do Príncipe e Santana do Caetité (atual município de Caetité), o território que hoje constitui o município de Ibiassucê integrava originalmente os municípios de Caetité e de Caculé. Em tais terras estava situada a fazenda Lagoa do Cisco, propriedade de Anselmo Cruz Prates, Sebastião Figueiredo Cardoso e das famílias Gonçalves de Aguiar e Lima, esta última proprietária da "casa grande" da fazenda que, segundo a história oral, teria sido a primeira edificação no local e onde eram inicialmente celebradas as missas da paróquia local.
No final do século XIX, teriam surgido as primeiras casas, teria sido erguido o cruzeiro da cidade (em 1863) e também a capela de São Sebastião (atual Igreja Matriz de São Sebastião), edificação religiosa construída em 1870. Tais construções que formariam o núcleo populacional que constituiria o povoado São Sebastião do Cisco, assentamento situado à margem do Rio das Antas ou Jacaré e da Lagoa do Tamboril.
Baseada na economia escravagista, a sociedade local do século XIX se utilizava de mão-de-obra escravizada para a construção dessas primeiras edificações, para a produção agrícola e também para as tarefas caseiras. Em razão da fertilidade das terras que formam o atual município de Ibiassucê, começam a chegar famílias que se estabelecem no local, consolidando o povoado de São Sebastião do Cisco. Nesse momento, o povoado pertencia ao município de Caetité.
Com a emancipação política de Caculé em 1919, o povoado de São Sebastião do Cisco passou a fazer parte desse novo município, tendo adquirindo sido elevado à condição de distrito.
A denominação do vilarejo foi alterada para São Sebastião em 1920. Em seguida, passa a se chamar São Sebastião do Caetité em 1933 e volta a ser denominada de São Sebastião em 1938. Finalmente seria nomeado como "Ibiassucê" com o Decreto Estadual nº 141, de 1943. Contudo, a localidade ainda permanecia como um distrito do município de Caculé.

### Emancipação política do município (1962-atualidade)
O distrito de Ibiassucê obtém a emancipação política em 18 de julho de 1962, com a lei estadual nº 1.724/1962, promulgada pelo então governador estadual da Bahia Juracy Magalhães. Essa lei desmembrou a vila do município de Caculé para formar o atual município de Ibiassucê. Esse movimento emancipatório teria sido uma articulação política realizada pela liderança política local, Jorge Zeferino da Silva.
Após a emancipação, o município teve como primeiro chefe do executivo Benedito dos Santos Nascimento, um professor da rede pública de ensino que atuava no município.
Em 13 de janeiro de 1964, o prefeito Benedito dos Santos Nascimento desapropriou uma área de 1.600 metros quadrados que, em 1966, seria doada pelo Município de Ibiassucê para o Governo Estadual da Bahia implantar o estabelecimento escolar denominado Grupo Escolar Marechal Castelo Branco.
Em 1982, ocorreu em Ibiassucê a primeira eleição municipal multipartidária desde o golpe militar de 1964. Apesar do multipartidarismo em âmbito nacional, apenas o candidato a prefeito pelo Partido Democrático Social (PDS) e os candidatos a vereadores, também pelo PDS, foram os únicos a concorrer e serem eleitos aos 10 cargos públicos (1 para prefeito e 9 para vereador) que estavam em disputa no município.
Em 1996, foi inaugurado o primeiro e único estabelecimento hospitalar do município: o Hospital Municipal São Sebastião.
Em agosto de 2013, o Município de Ibiassucê participou da fundação da associação interfederativa Consórcio Público de Desenvolvimento Sustentável do Alto Sertão.

## Geografia

### Municípios limítrofes
- Norte: Lagoa Real
- Sul: Caculé
- Leste: Rio do Antônio
- Oeste: Caetité

## Demografia
De acordo com o dados do Instituto Brasileiro de Geografia e Estatística (IBGE), o município possui o Índice de Desenvolvimento Humano (IDH) para o ano de 2010 em 0,611, o qual está abaixo de países de médio IDH mundial como São Tomé e Príncipe e Namíbia.
Quanto à taxa de analfabetismo das pessoas de 15 anos ou mais de idade, no ano de 2010, ela era de 21,1% da população do município segundo o IBGE.
De acordo com o IBGE, para o ano de 2020, a taxa de mortalidade infantil média no município de Ibiassucê seria estimada em 20,41 para cada 1.000 nascidos vivos.

## Política e administração
O Município de Ibiassucê possui uma estrutura político-administrativa composta pelo Poder Executivo, chefiado por um Prefeito eleito por sufrágio universal, o qual é auxiliado diretamente por secretários municipais nomeados por ele, e pelo Poder Legislativo, institucionalizado pela Câmara Municipal de Ibiassucê, órgão colegiado de representação dos munícipes que é composto por 9 vereadores também eleitos por sufrágio universal.

### Poder Executivo
O prefeito de Ibiassucê é Tadeu Prado Rebouças Prates, também conhecido como Tadeuzinho Prates, do União Brasil, que assumiu o cargo em 2025 para seu primeiro mandato. O vice-prefeito é Marcos Antonio Farias Brito, também conhecido como Marquinhos, do Partido Social Democrático (PSD).

### Poder Legislativo
A Câmara Municipal de Ibiassucê é composta por nove vereadores.

### Histórico de clãs familiares e facções políticas na disputa eleitoral
Como ocorre no interior do Brasil em geral, em que a disputa eleitoral envolve uma polarização entre duas forças políticas locais, o panorama político-eleitoral do município de Ibiassucê reproduz essa lógica identificada pela Ciência Política. No caso deste município, desde o ano 2000, ela é caracterizada por uma disputa de dois clãs políticos familiares que se alternam na disputa pela prefeitura municipal, isso quando não se articulam em coalizão, que são as famílias "Prates" e "Cardoso" que pertencem aos primeiros grupos familiares que habitaram a fazenda Lagoa do Cisco no século XIX, estabelecimento rural responsável pela fundação do núcleo habitacional que formaria o futuro município.
Com a exceção das eleições de 2004 e 2012, essa forte presença entre as duas famílias pode ser observada no seguinte quadro:
| Ano da eleição | Prefeito (apelido ou alcunha)                    | Partido | Família              | Forma de ingresso no cargo | Referência |
| -------------- | ------------------------------------------------ | ------- | -------------------- | --- | ---------- |
| 2000           | Tadeu José Rebouças Prates                       | PFL     | Prates               | Eleição direta por voto popular                                                                                                | [ 22 ]     |
| 2004           | Manoel Adelino Gomes de Andrade (Neto)           | PT      | nenhuma das famílias | Eleição direta por voto popular                                                                                                | [ 23 ]     |
| 2008           | Héliton Alves Cardoso (Tom)                      | MDB     | Cardoso              | Eleição direta por voto popular                                                                                                | [ 24 ]     |
| 2012           | Manoel Adelino Gomes de Andrade (Neto)           | PT      | nenhuma das famílias | Eleição direta por voto popular                                                                                                | [ 25 ]     |
| 2016           | Francisco Adauto Rebouças Prates (Adauto Prates) | PSDB    | Prates               | Eleição direta por voto popular                                                                                                | [ 26 ]     |
| 2020           | Francisco Adauto Rebouças Prates (Adauto Prates) | DEM     | Prates               | Eleição direta por voto popular                                                                                                | [ 27 ]     |
| 2020           | Emanuel Fernando Alves Cardoso (Nando Cardoso)   | MDB     | Cardoso              | Eleito vice-prefeito, assumiu o cargo de prefeito municipal a partir de outubro de 2022 em razão do falecimento do antecessor. | [ 28 ]     |